# TWIN-SONGs〜尾崎亜美作品集
『TWIN-SONGs〜尾崎亜美作品集』（ツイン・ソングス おざきあみさくひんしゅう）は、尾崎亜美のコンピレーション・アルバム。2025年3月26日にポニーキャニオンから発売された。

## 概要
CD2枚組の仕様となっており、ディスク1には1970年代後半から90年代前半にかけて、尾崎が主にポニーキャニオンに在籍していた頃に15人の女性歌手に提供した楽曲がオリジナルの歌唱音源で収録されている。ディスク2には、ディスク1と同じ曲目の尾崎自身によるカバーが同じ曲順で収録されている。
尾崎自身は本作を「世界的にも類を見ないようなとても珍しい企画のコンピレーションCD」と評し、「いろいろな方に楽曲を提供し、それらを自分でも歌ってきた私なりの歴史がこのような作品集になったのだと感じています。是非とも聴いていただけたら」とコメントしている。
このアルバムのリリースを記念して、タワーレコード渋谷店では3月25日から3月31日にかけてPOP UP SHOPが開かれ、会場では尾崎がアマチュア時代に使用したギターの展示や、キーホルダー、Tシャツ、プルオーバーなどのオリジナルグッズが販売された。さらにグッズ購入者にはオリジナル・ポストカードが先着でプレゼントされた。
尾崎は本作が発売された2025年3月からデビュー50年目に入ったが、これを記念して同年4月に「尾崎亜美CONCERT 2025」と題したコンサートが横浜、大阪、東京のビルボードライブで開催された。

## 収録曲

### CD
| 全作詞・作曲: 尾崎亜美（M-10のみ作詞: 夏目純）。 |                                             |                                   |                                   |            |      |
| #                                                | タイトル                                    | 作詞                              | 作曲・編曲                        | 編曲       | 時間 |
| 1.                                               | 「オリビアを聴きながら」(歌：杏里)          | 尾崎亜美（M-10のみ作詞: 夏目純 ） | 尾崎亜美（M-10のみ作詞: 夏目純 ） | 瀬尾一三   | 4:38 |
| 2.                                               | 「天使のウィンク」(歌：松田聖子)            | 尾崎亜美（M-10のみ作詞: 夏目純 ） | 尾崎亜美（M-10のみ作詞: 夏目純 ） | 大村雅朗   | 4:01 |
| 3.                                               | 「あなたの空を翔びたい」(歌：髙橋真梨子)    | 尾崎亜美（M-10のみ作詞: 夏目純 ） | 尾崎亜美（M-10のみ作詞: 夏目純 ） | 萩田光雄   | 4:01 |
| 4.                                               | 「Summer Beach」(歌：岡田有希子)            | 尾崎亜美（M-10のみ作詞: 夏目純 ） | 尾崎亜美（M-10のみ作詞: 夏目純 ） | 松任谷正隆 | 4:20 |
| 5.                                               | 「時に愛は」(歌：松本伊代)                  | 尾崎亜美（M-10のみ作詞: 夏目純 ） | 尾崎亜美（M-10のみ作詞: 夏目純 ） | 鷺巣詩郎   | 4:00 |
| 6.                                               | 「化粧なんて似合わない」(歌：岩崎良美)      | 尾崎亜美（M-10のみ作詞: 夏目純 ） | 尾崎亜美（M-10のみ作詞: 夏目純 ） | 鈴木茂     | 4:17 |
| 7.                                               | 「パステル ラブ」(歌：金井夕子)             | 尾崎亜美（M-10のみ作詞: 夏目純 ） | 尾崎亜美（M-10のみ作詞: 夏目純 ） | 船山基紀   | 3:47 |
| 8.                                               | 「微風のメロディー」(歌：河合奈保子)        | 尾崎亜美（M-10のみ作詞: 夏目純 ） | 尾崎亜美（M-10のみ作詞: 夏目純 ） | 大村雅朗   | 3:56 |
| 9.                                               | 「伝説の少女」(歌：観月ありさ)              | 尾崎亜美（M-10のみ作詞: 夏目純 ） | 尾崎亜美（M-10のみ作詞: 夏目純 ） | 佐藤準     | 5:02 |
| 10.                                              | 「届かなかった AIRMAIL」(歌：真璃子)        | 尾崎亜美（M-10のみ作詞: 夏目純 ） | 尾崎亜美（M-10のみ作詞: 夏目純 ） | 富田素弘   | 4:56 |
| 11.                                              | 「LADY」(歌：桜田淳子)                      | 尾崎亜美（M-10のみ作詞: 夏目純 ） | 尾崎亜美（M-10のみ作詞: 夏目純 ） | 鈴木茂     | 3:30 |
| 12.                                              | 「Happy Birthday」(歌：横山知枝)            | 尾崎亜美（M-10のみ作詞: 夏目純 ） | 尾崎亜美（M-10のみ作詞: 夏目純 ） | 佐藤準     | 5:29 |
| 13.                                              | 「風を見つめて」(歌：榊原郁恵)              | 尾崎亜美（M-10のみ作詞: 夏目純 ） | 尾崎亜美（M-10のみ作詞: 夏目純 ） | 林哲司     | 3:05 |
| 14.                                              | 「雨は止まない」(歌：薬師丸ひろ子)          | 尾崎亜美（M-10のみ作詞: 夏目純 ） | 尾崎亜美（M-10のみ作詞: 夏目純 ） | 井上鑑     | 4:12 |
| 15.                                              | 「春の予感 -I've been mellow-」(歌：南沙織) | 尾崎亜美（M-10のみ作詞: 夏目純 ） | 尾崎亜美（M-10のみ作詞: 夏目純 ） | 尾崎亜美   | 3:09 |

| 全作詞・作曲: 尾崎亜美（M-10のみ作詞: 夏目純）。 |                                                |                                  |                                  |                  |      |
| #                                                | タイトル                                       | 作詞                             | 作曲・編曲                       | 編曲             | 時間 |
| 1.                                               | 「オリビアを聴きながら」(lapis lazuli version) | 尾崎亜美（M-10のみ作詞: 夏目純） | 尾崎亜美（M-10のみ作詞: 夏目純） | 今剛             | 3:39 |
| 2.                                               | 「天使のウィンク」                             | 尾崎亜美（M-10のみ作詞: 夏目純） | 尾崎亜美（M-10のみ作詞: 夏目純） | 尾崎亜美         | 4:16 |
| 3.                                               | 「あなたの空を翔びたい」                       | 尾崎亜美（M-10のみ作詞: 夏目純） | 尾崎亜美（M-10のみ作詞: 夏目純） | 小林信吾         | 4:32 |
| 4.                                               | 「Summer Beach」                               | 尾崎亜美（M-10のみ作詞: 夏目純） | 尾崎亜美（M-10のみ作詞: 夏目純） | 小林信吾         | 5:43 |
| 5.                                               | 「時に愛は」                                   | 尾崎亜美（M-10のみ作詞: 夏目純） | 尾崎亜美（M-10のみ作詞: 夏目純） | 谷有益           | 4:38 |
| 6.                                               | 「化粧なんて似合わない」                       | 尾崎亜美（M-10のみ作詞: 夏目純） | 尾崎亜美（M-10のみ作詞: 夏目純） | 小林信吾         | 4:46 |
| 7.                                               | 「パステル ラブ」                              | 尾崎亜美（M-10のみ作詞: 夏目純） | 尾崎亜美（M-10のみ作詞: 夏目純） | 小林信吾         | 3:46 |
| 8.                                               | 「微風のメロディー」                           | 尾崎亜美（M-10のみ作詞: 夏目純） | 尾崎亜美（M-10のみ作詞: 夏目純） | 谷有益           | 3:58 |
| 9.                                               | 「伝説の少女」                                 | 尾崎亜美（M-10のみ作詞: 夏目純） | 尾崎亜美（M-10のみ作詞: 夏目純） | 富田素弘         | 5:37 |
| 10.                                              | 「届かなかった AIRMAIL」                       | 尾崎亜美（M-10のみ作詞: 夏目純） | 尾崎亜美（M-10のみ作詞: 夏目純） | 富田素弘         | 4:51 |
| 11.                                              | 「LADY」                                       | 尾崎亜美（M-10のみ作詞: 夏目純） | 尾崎亜美（M-10のみ作詞: 夏目純） | 小林信吾         | 3:56 |
| 12.                                              | 「Happy Birthday」                             | 尾崎亜美（M-10のみ作詞: 夏目純） | 尾崎亜美（M-10のみ作詞: 夏目純） | 富田素弘         | 5:30 |
| 13.                                              | 「風を見つめて」                               | 尾崎亜美（M-10のみ作詞: 夏目純） | 尾崎亜美（M-10のみ作詞: 夏目純） | 小林信吾・堀信泰 | 3:59 |
| 14.                                              | 「雨は止まない」                               | 尾崎亜美（M-10のみ作詞: 夏目純） | 尾崎亜美（M-10のみ作詞: 夏目純） | 尾崎亜美         | 4:12 |
| 15.                                              | 「春の予感 -I've been mellow-」                | 尾崎亜美（M-10のみ作詞: 夏目純） | 尾崎亜美（M-10のみ作詞: 夏目純） | 小林信吾・堀信泰 | 3:54 |

## コンサート
| # | 日時          | 会場                          | 時間                                    |
| - | ------------- | ----------------------------- | --------------------------------------- |
| 1 | 2025年4月4日  | 神奈川県 ビルボードライブ横浜 | 1日2回公演・1部開演17:30 / 2部開演20:30 |
| 2 | 2025年4月7日  | 大阪府 ビルボードライブ大阪   | 1日2回公演・1部開演17:30 / 2部開演20:30 |
| 3 | 2025年4月25日 | 東京都 ビルボードライブ東京   | 1日2回公演・1部開演17:30 / 2部開演20:30 |

### 出演
- 尾崎亜美（Vocal, Keyboard）
- 小原礼（Bass）
- 是永巧一（Guitar）